# Siida (Enare)

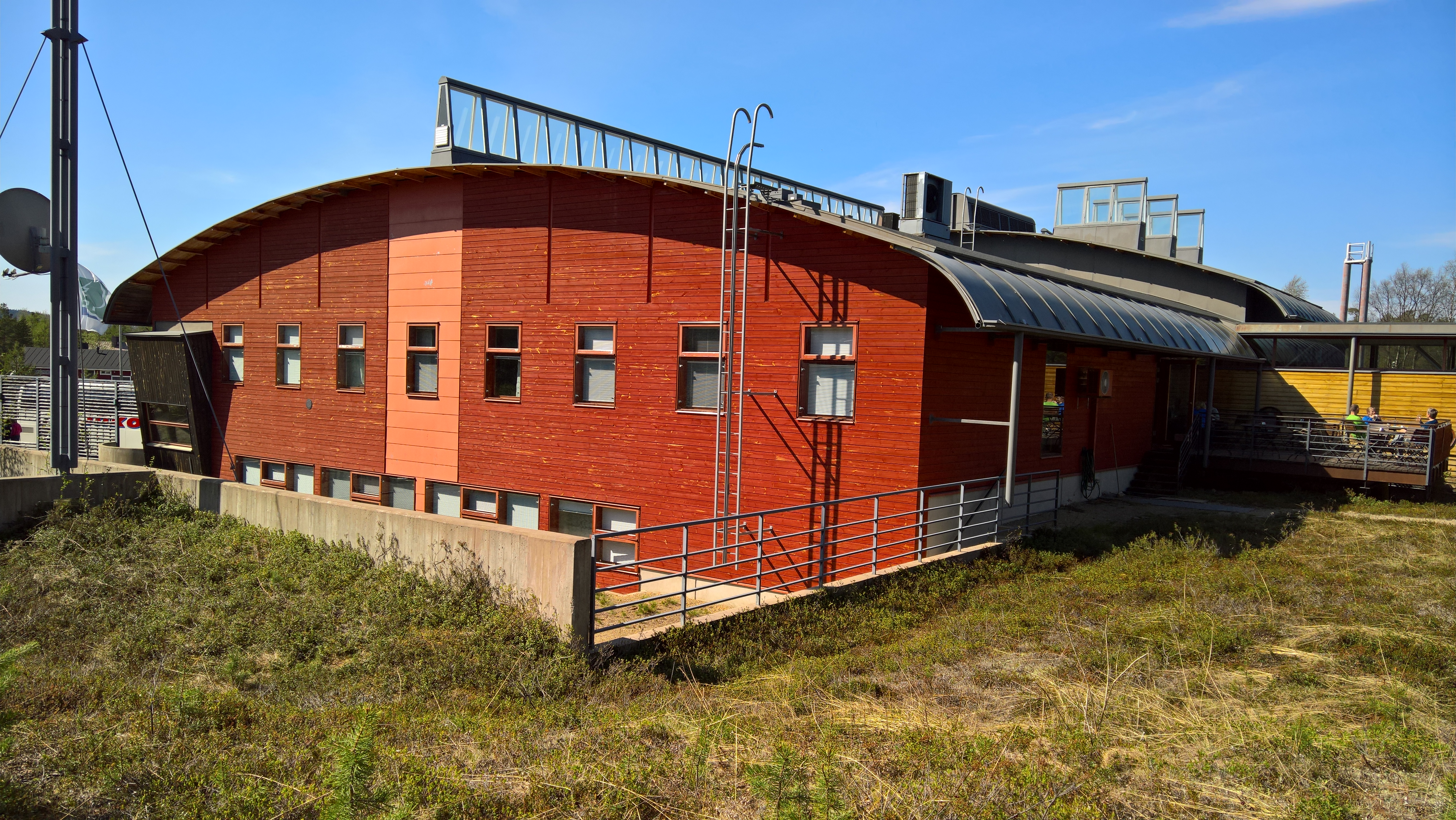
Siidas östra gavel

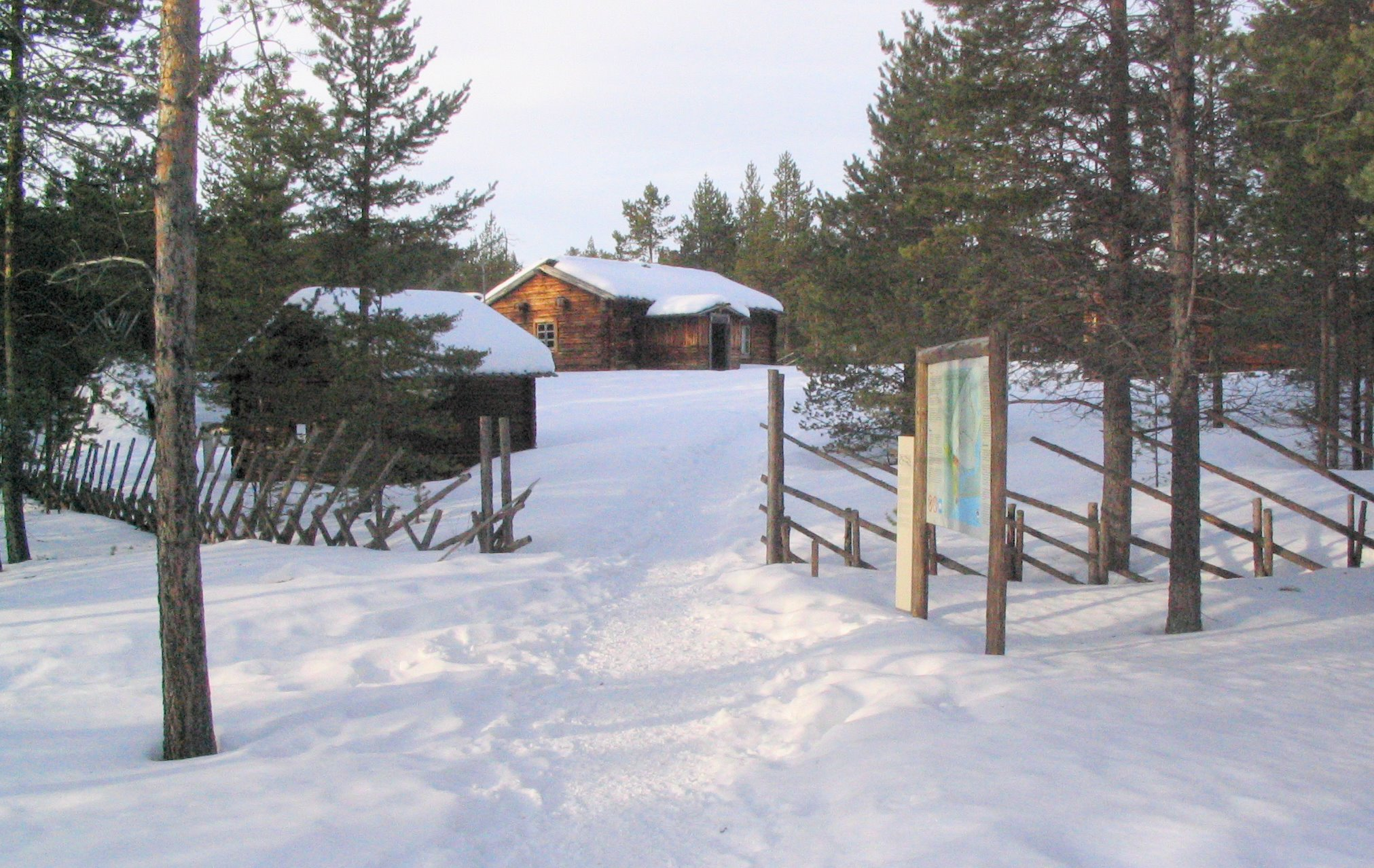
Sámimusea Siida

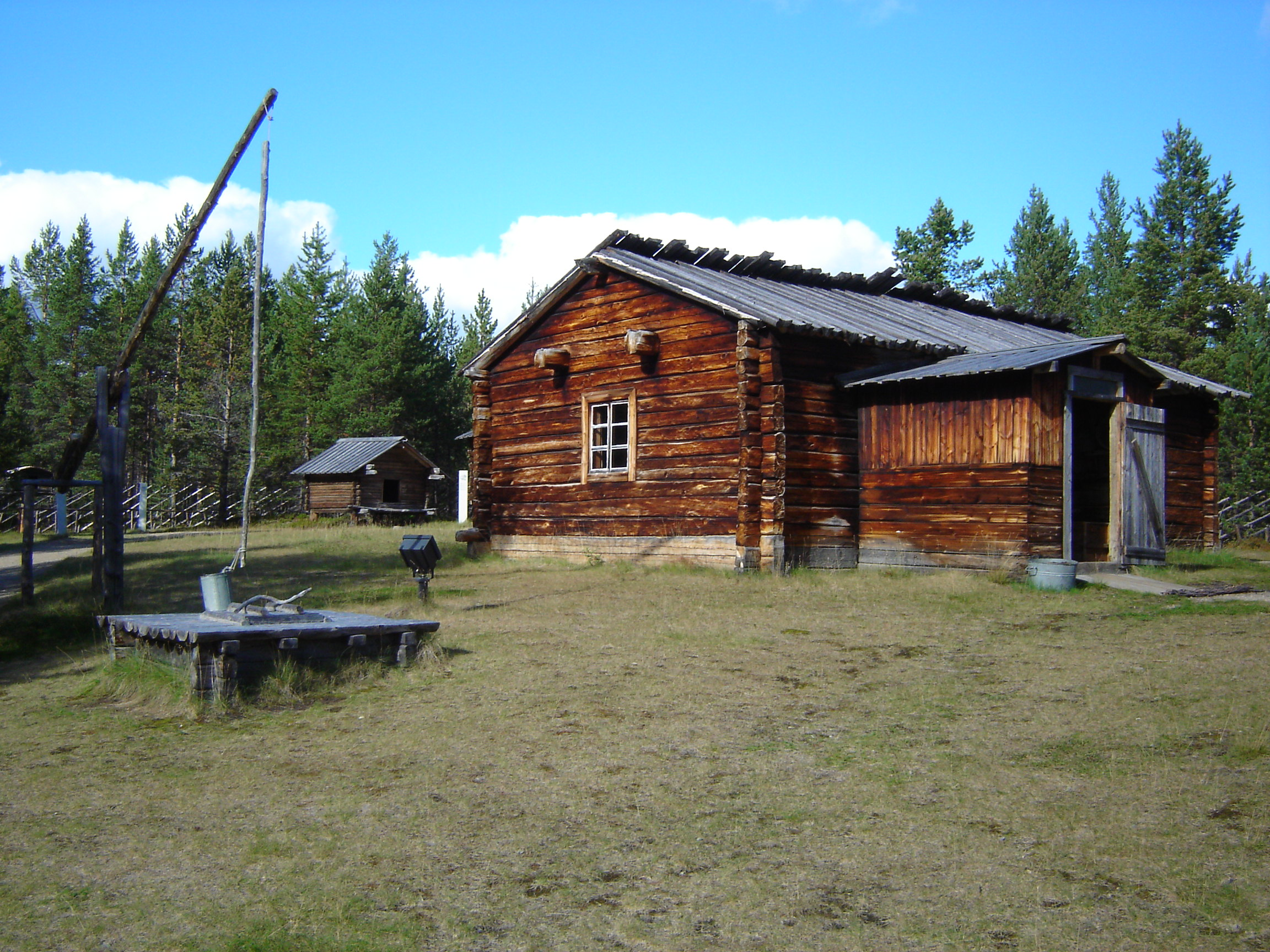
Byggnad i Siidas friluftsmuseum

Siida (efter ordet för "sameviste" eller "flyttningslag"), ibland benämnt Övre Lapplands naturum Siida, är ett samiskt centrum i Enare kyrkby i norra Finland. Det fungerar som natur- och kulturcentrum och är ett samarbete mellan den finländska Forststyrelsen och Finlands samemuseum.

## Verksamhet
På Siida finns det nationella finländska samiska museet Sámimusea Siida med inomhusutställningar, för vilka även Forststyrelsen medverkar, och ett friluftsmuseum. I friluftsmuseet finns bland annat de år 1960 ditflyttade timmerbyggnaderna från gården Tirro, en samegård från 1800-talet, samt Mirhanhuset, ett till år 1905 använt tingshus från gränstrakterna av Enare och Kittilä.
Sámimusea Siida har också en avdelning av museet i Skierri i Hetta i Enontekis kommun, samt är ansvarigt för driften av Skolternas kulturhus, ett kulturminnesmärkt bostadshus från andra världskrigets slut för skoltsamer, i Sevettijärvi i Enare kommun. År 2024 valdes Sámimusea Siida som årets europeiska museum.
På Siida finns också det nordligaste av Finlands 18 Naturum med information om arktisk natur, bland annat om Lemmenjoki nationalpark, Kevo naturreservat och de olika ödemarksområdena Hammastunturi, Vätsäri, Muotkatunturi, Kaldoaivi och Paistunturi. 

## Bildgalleri

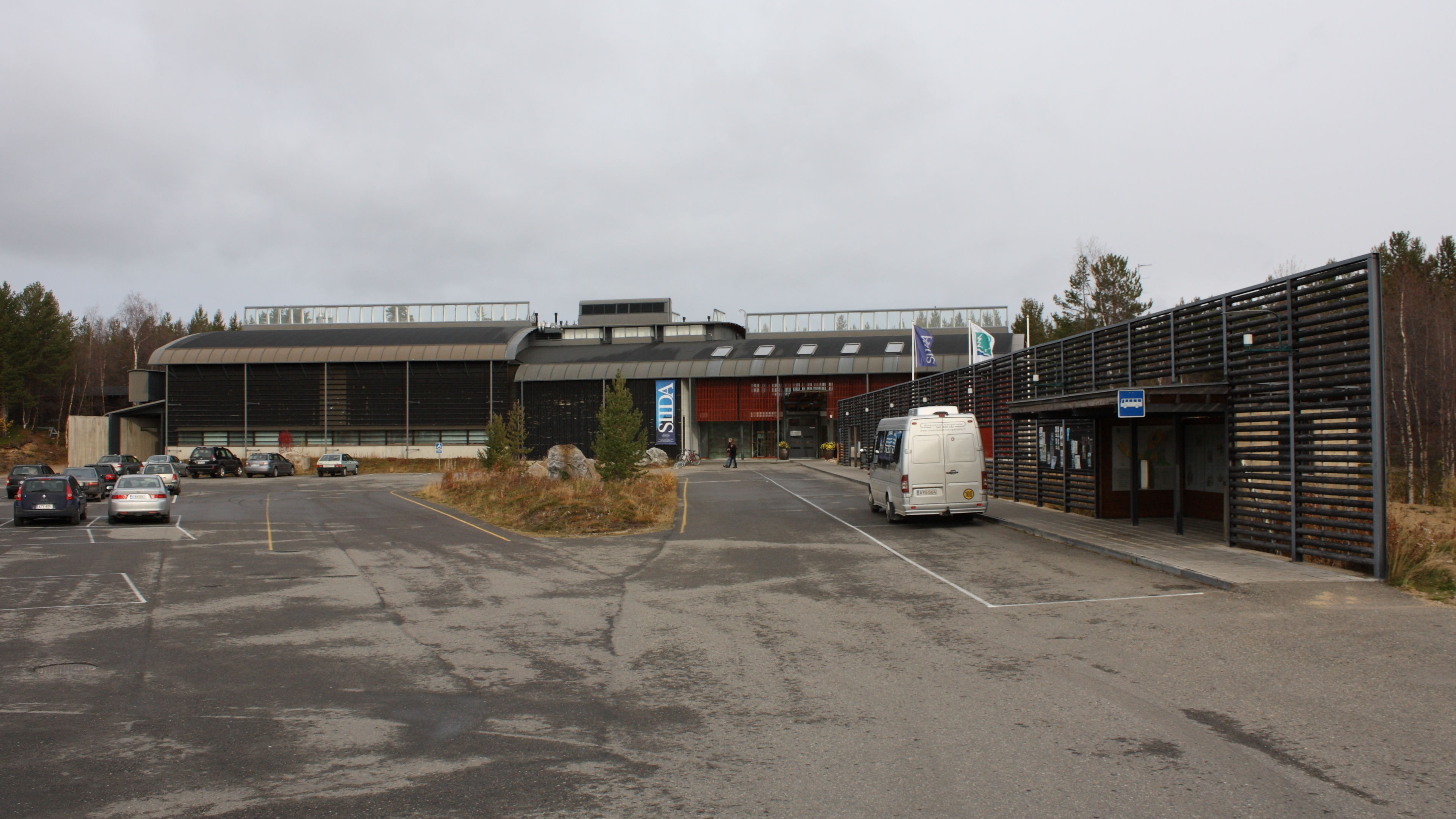
Ingången till Siida
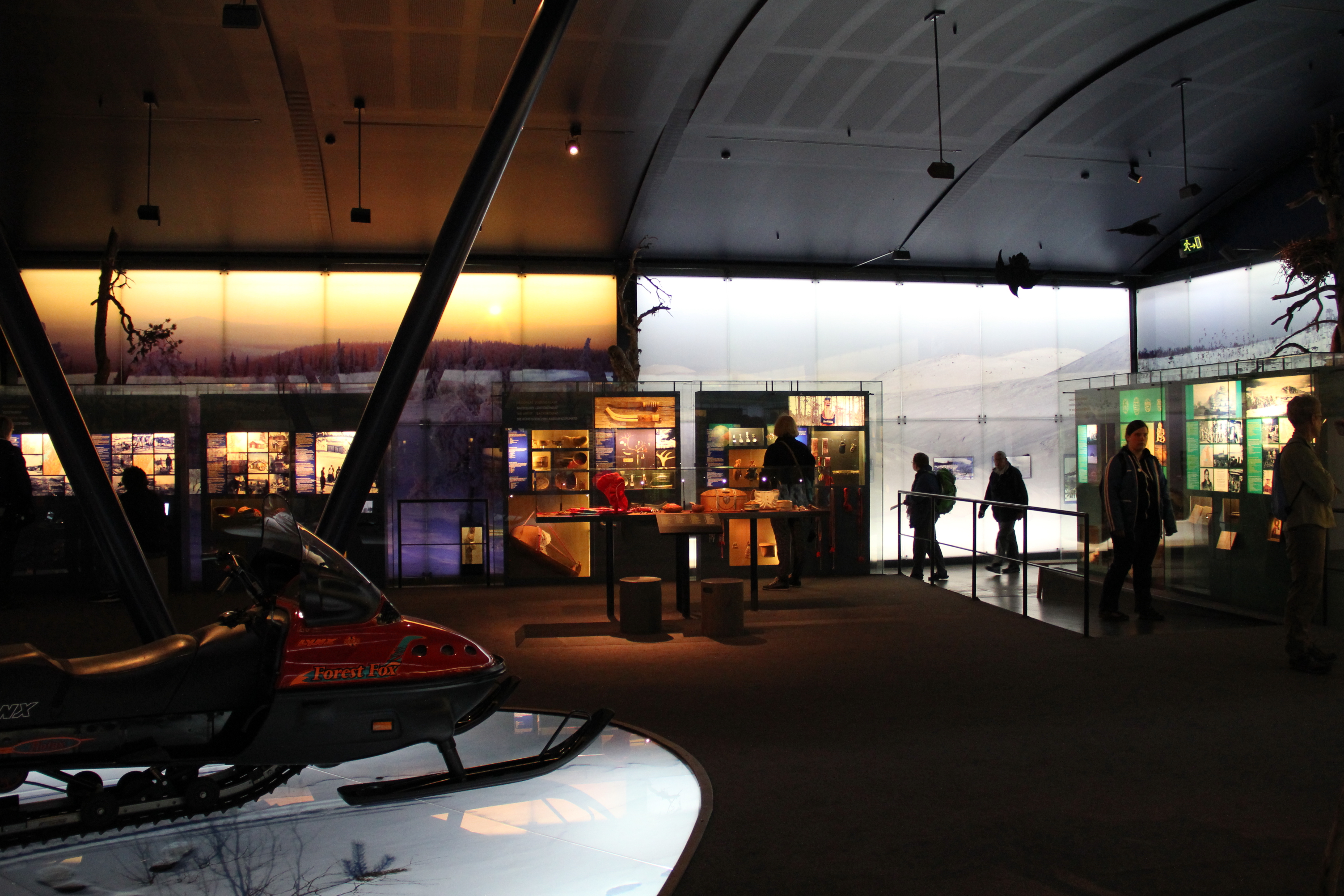
Interiör
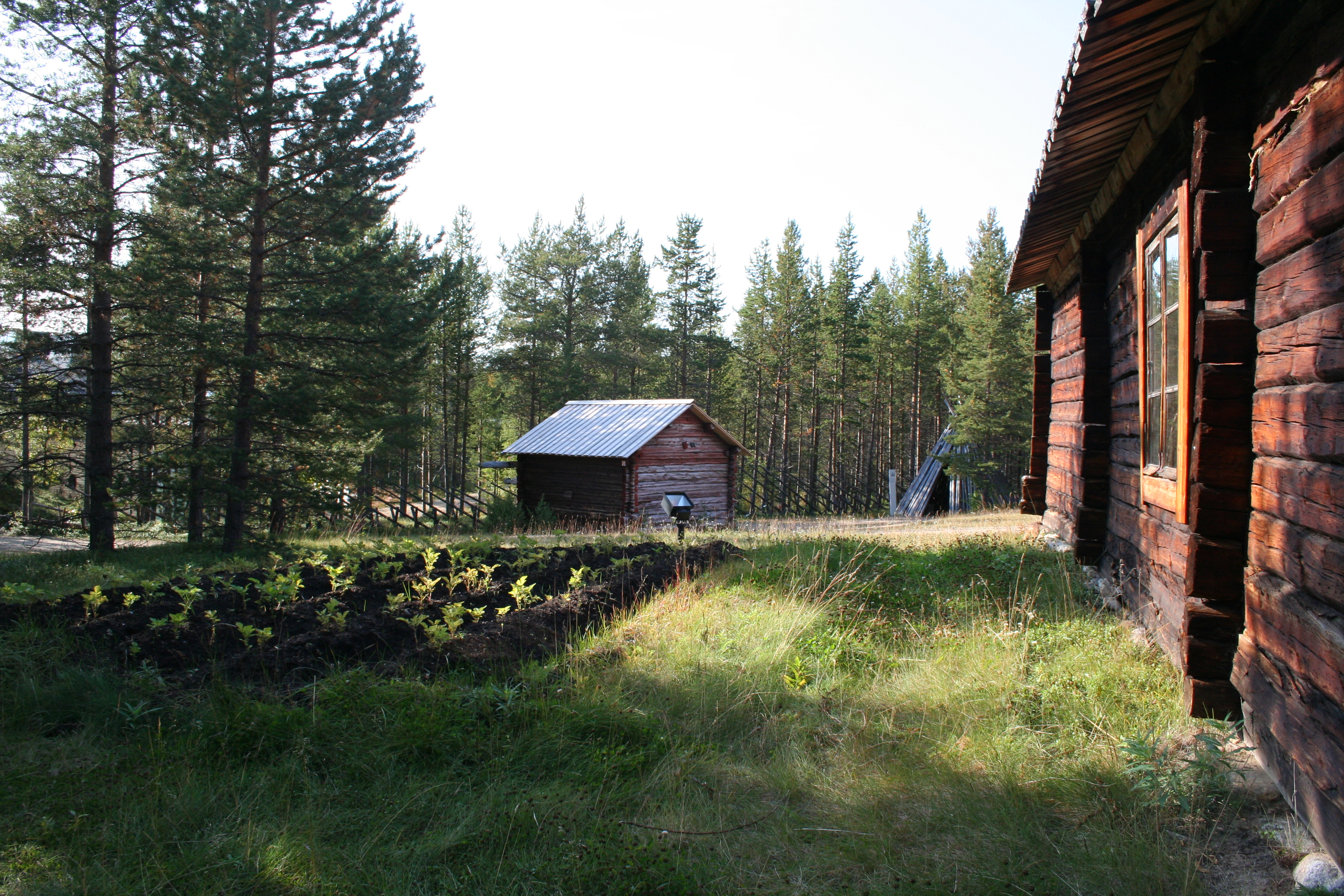
Byggnader i friluftsmuseet
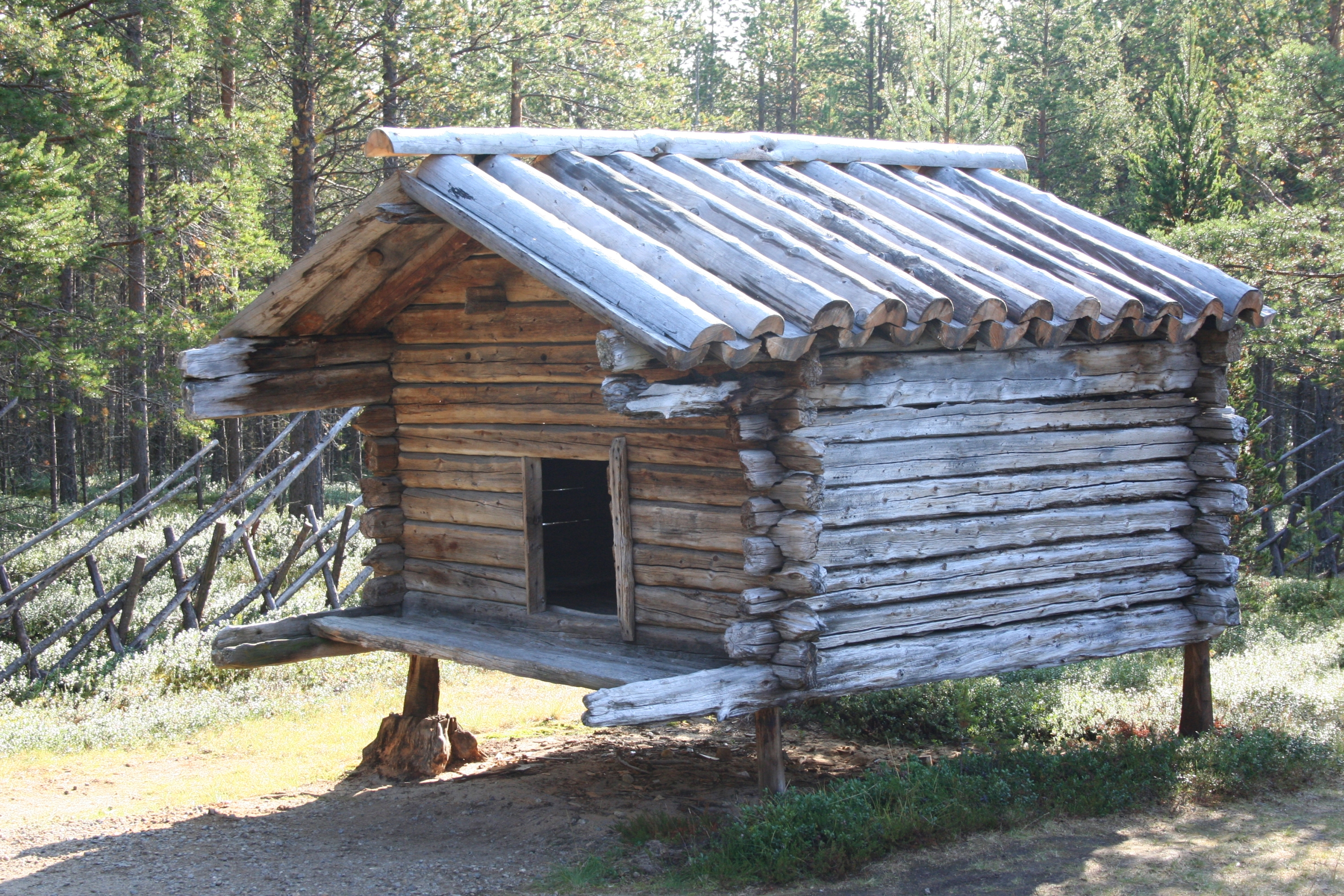
Ájtte, alternativt buerie, förvaringsbod
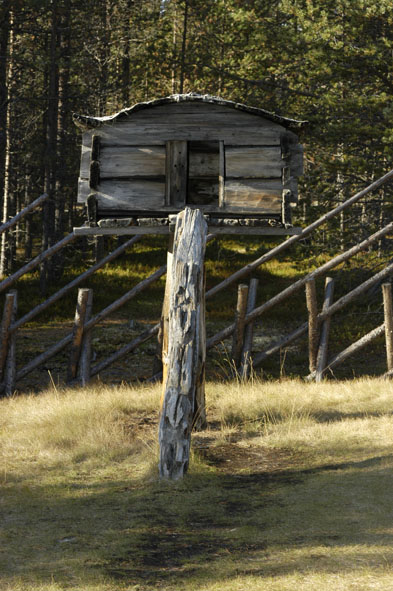
Stolpbod (njalla) för förvaring av mat
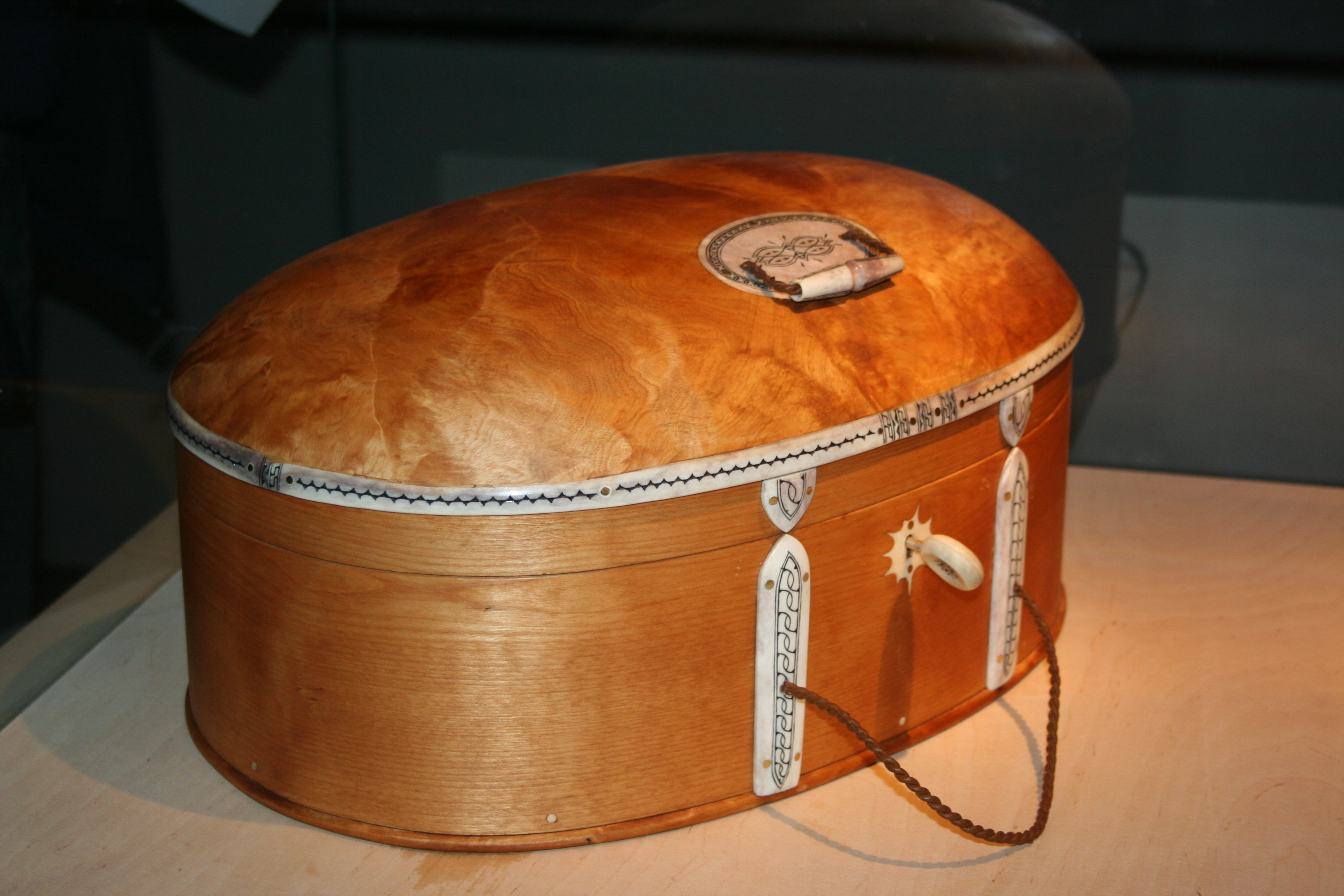
Ask i museet
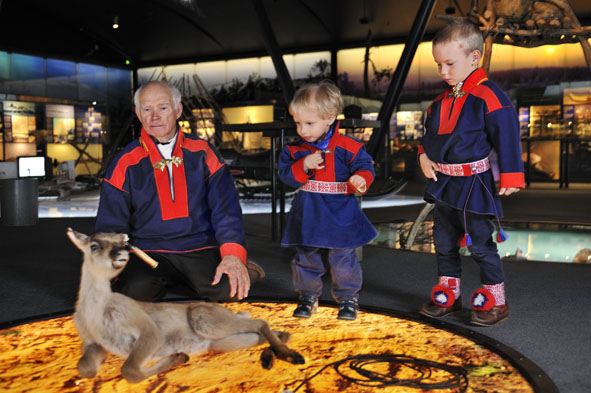
Interiör